# Поль Надар
Поль Надар, справжнє ім'я Поль Турнашон, (8 лютого 1856,Париж – 1 вересня 1939, там само) — французький фотограф, син фотографа Надара. Він став відомим як світський фотограф часів Прекрасної епохи в Парижі.

## Біографія
Поль Надар народився 1856 року як єдиний син Фелікса Турнашона (більш відомого як Надар) та його дружини Ернестіни. З 1880 до 1885 і з 1895 перебрав на себе майстерню свого батька. Для Поля Надара був характерний традиційніший стиль фото, розбіжності в поглядах на фотографію призвели 1885 року до відчуження між батьком і сином. Поль Надар зосередився на заможній аудиторії Прекрасної епохи та намагався задовольнити їхні смаки.
1890 року він здійснив подорож старим шовковим шляхом, який привів його до Туркестану. 1893 року Поль Надар став агентом Eastman Kodak і відкрив свою майстерню. 1894 року він одружився з Марі Дегранді, акоркою Паризької Опери-комік.
Поль Надар отримав дозвіл від свого батька продовжувати використовувати назву Atelier Nadar. 1950 року його архів було продано французькій державі разом з архівом його батька, близько 60 000 негативів було передано в «Caisse Nationale des Monuments Historiques et des Sites» (сьогодні Center des monuments nationaux), відбитки та інші документи знаходяться в Національній бібліотеці Франці.

## Фотографії
Аудиторія Поля Надара походила з вищих суспільних прошарків, серед яких частим відвідувачем був Марсель Пруст. Багато персонажів роману Пруста «У пошуках утраченого часу» були чітко впізнаваними сучасниками, інші мали риси кількох людей. Відомо, що Пруст збирав фотографії своїх друзів і знайомих і використовував їх під час написання, щоб пригадати деталі зовнішності.

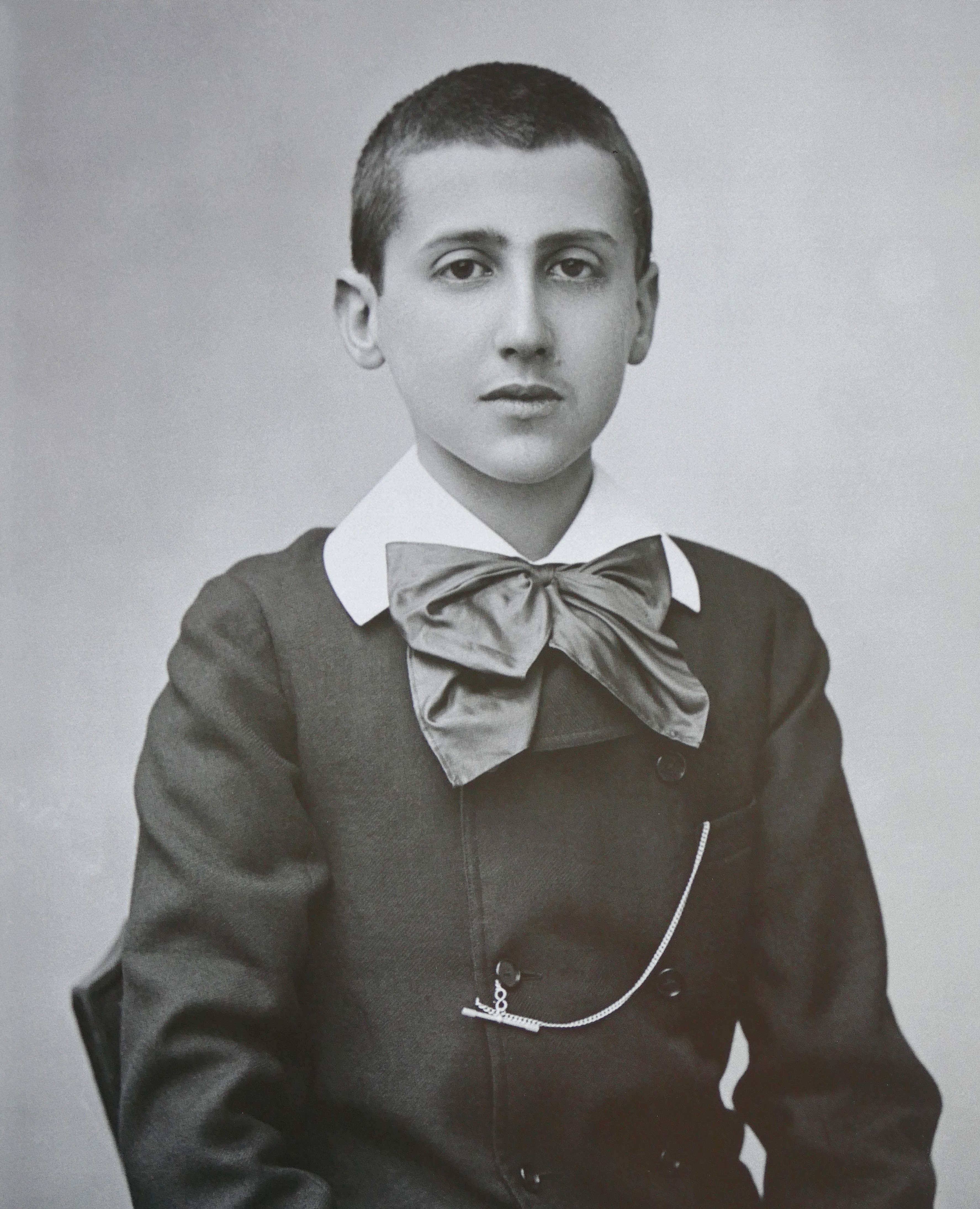
Марсель Пруст (1887)
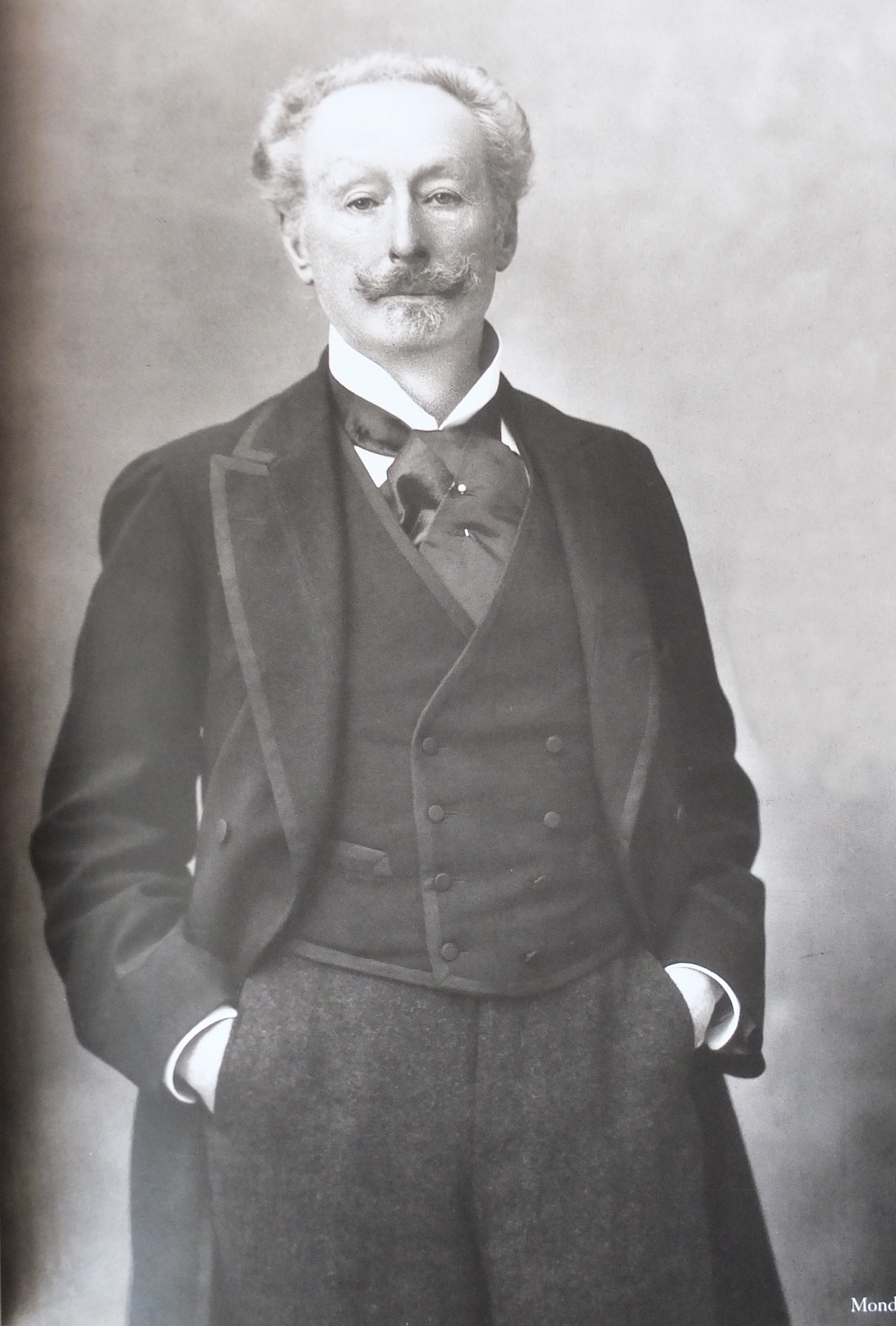
Шарль Гаас (Сванн)
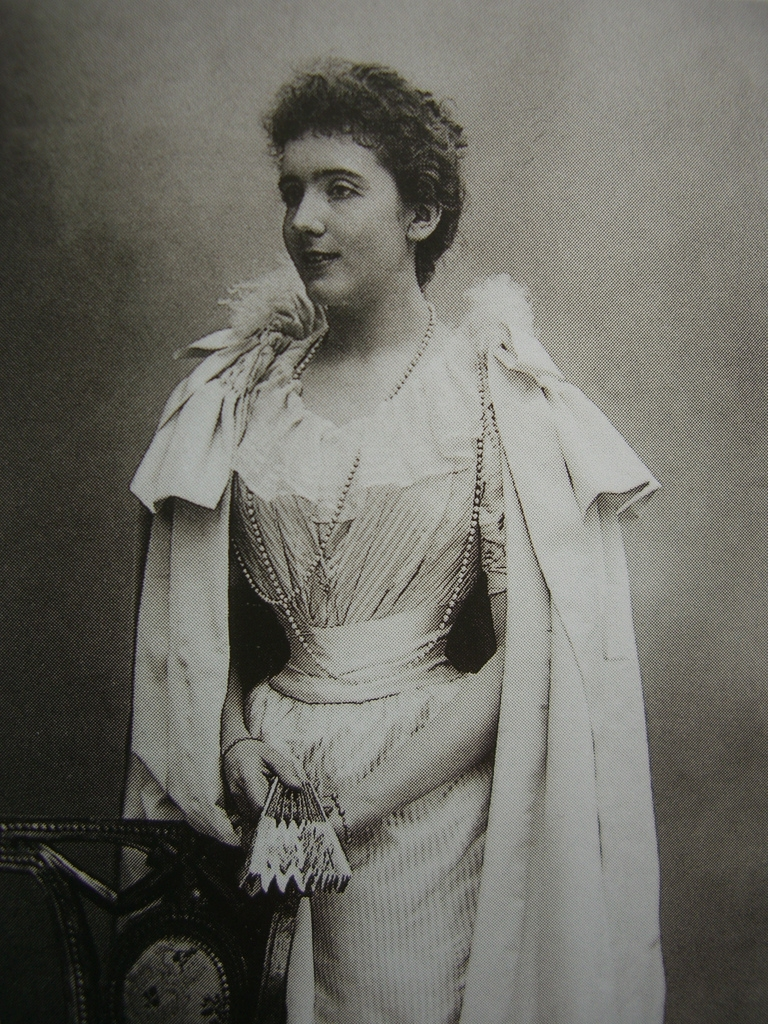
Марі де Бенардакі (Жільберта)
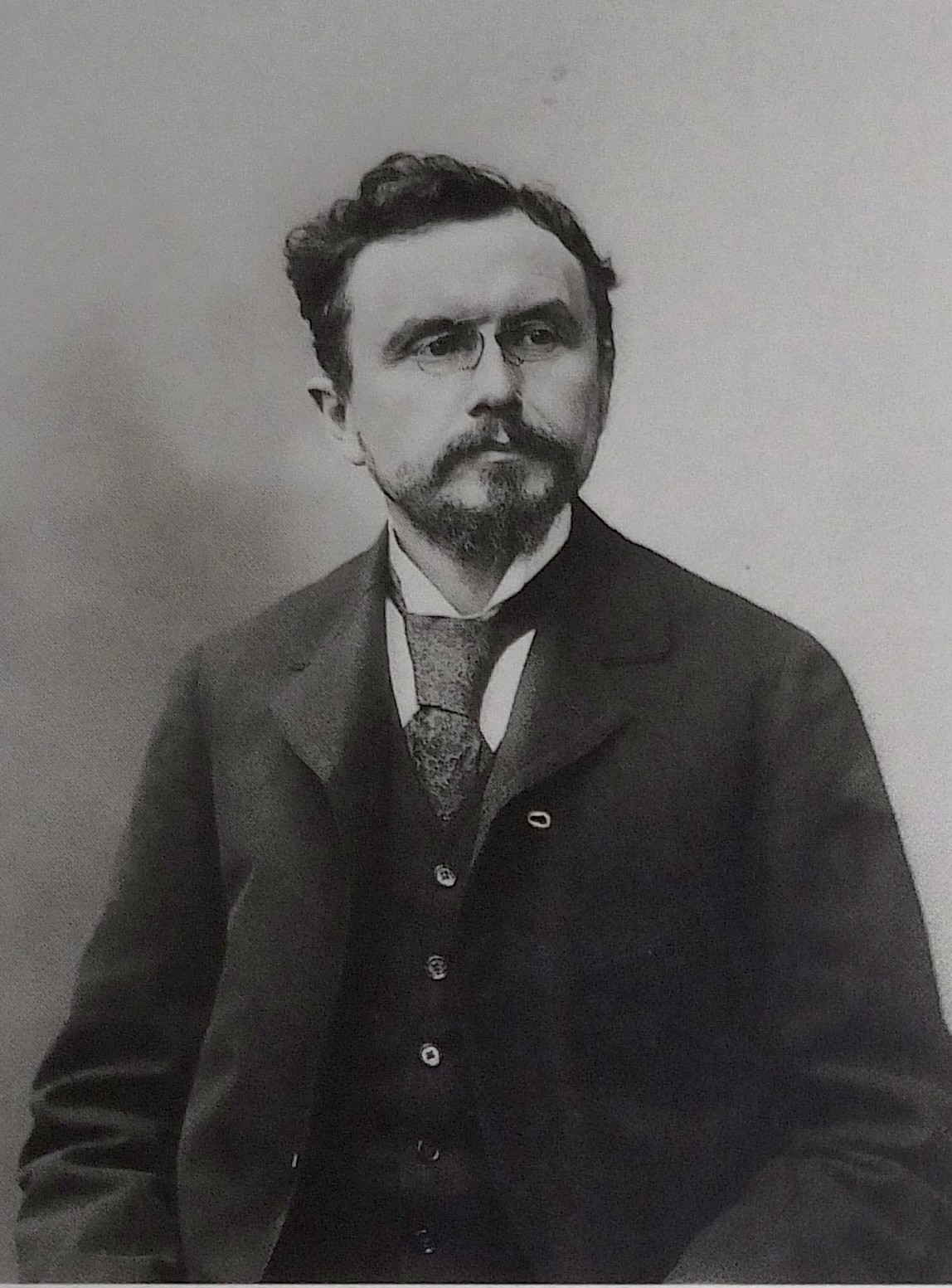
Габріель Аното (Норпуа)
Робер де Монтеск'ю (Шарлюс)
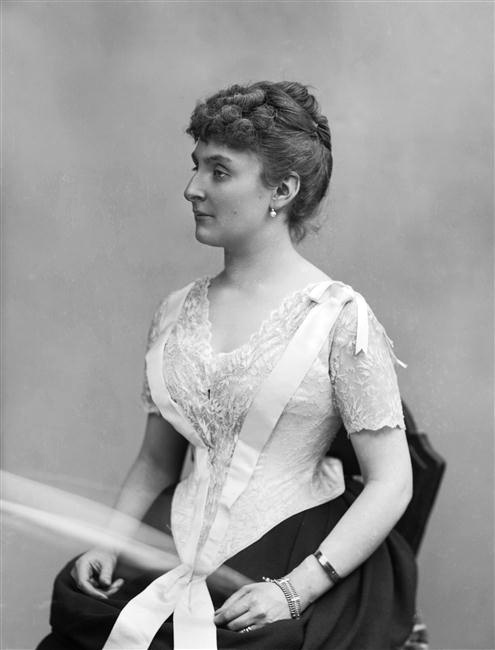
Графиня Лора де Шевіньє (герцогиня Германтська)
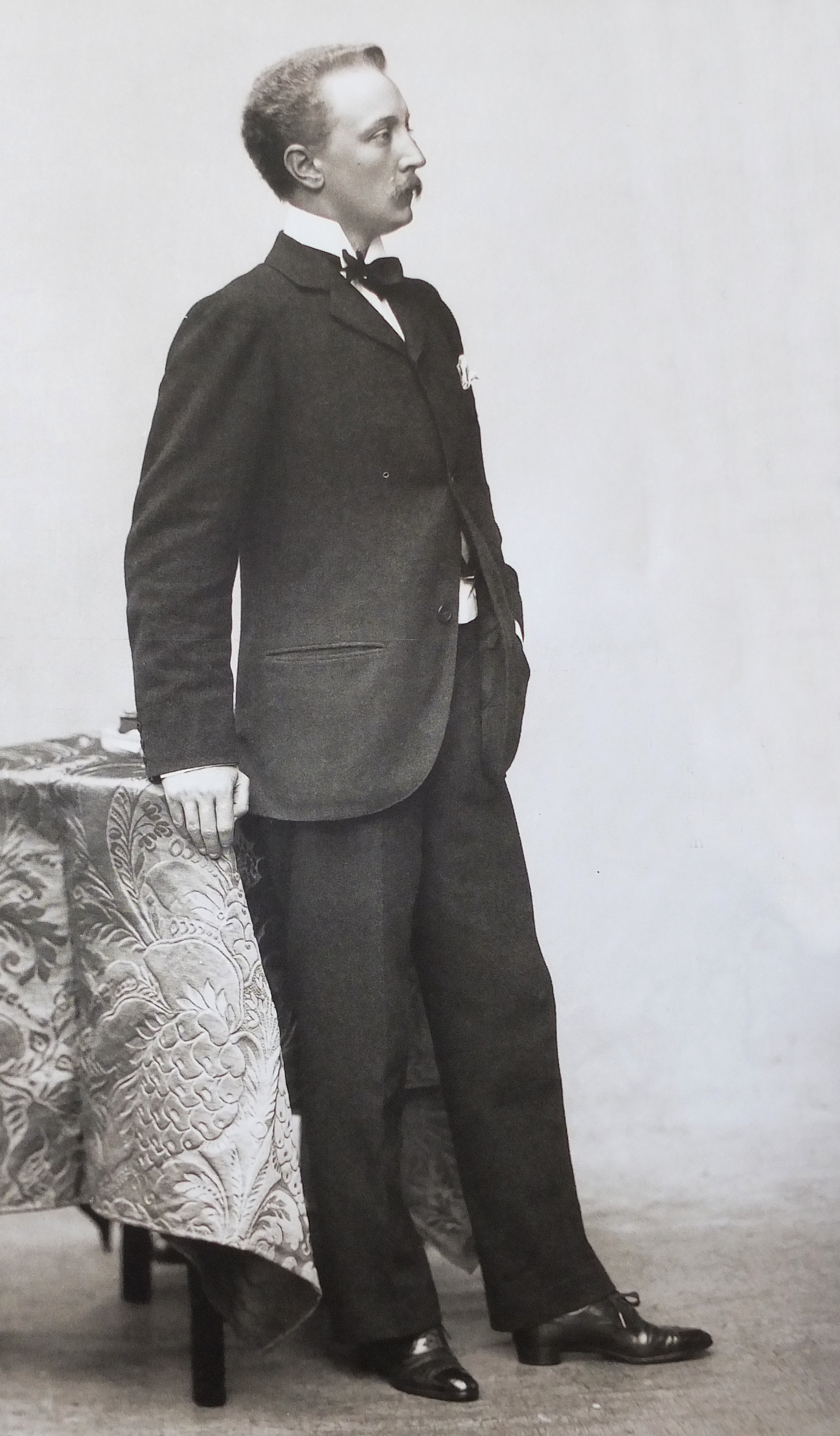
Боніфацій де Кастелан (Сен-Лу)
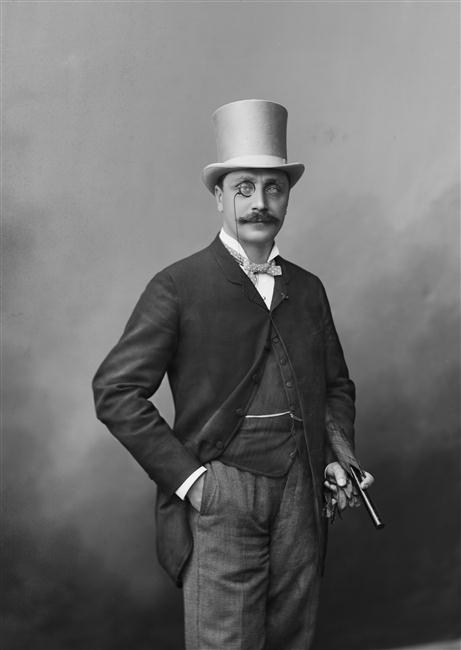
Луї де Тюрен (Бреоте)
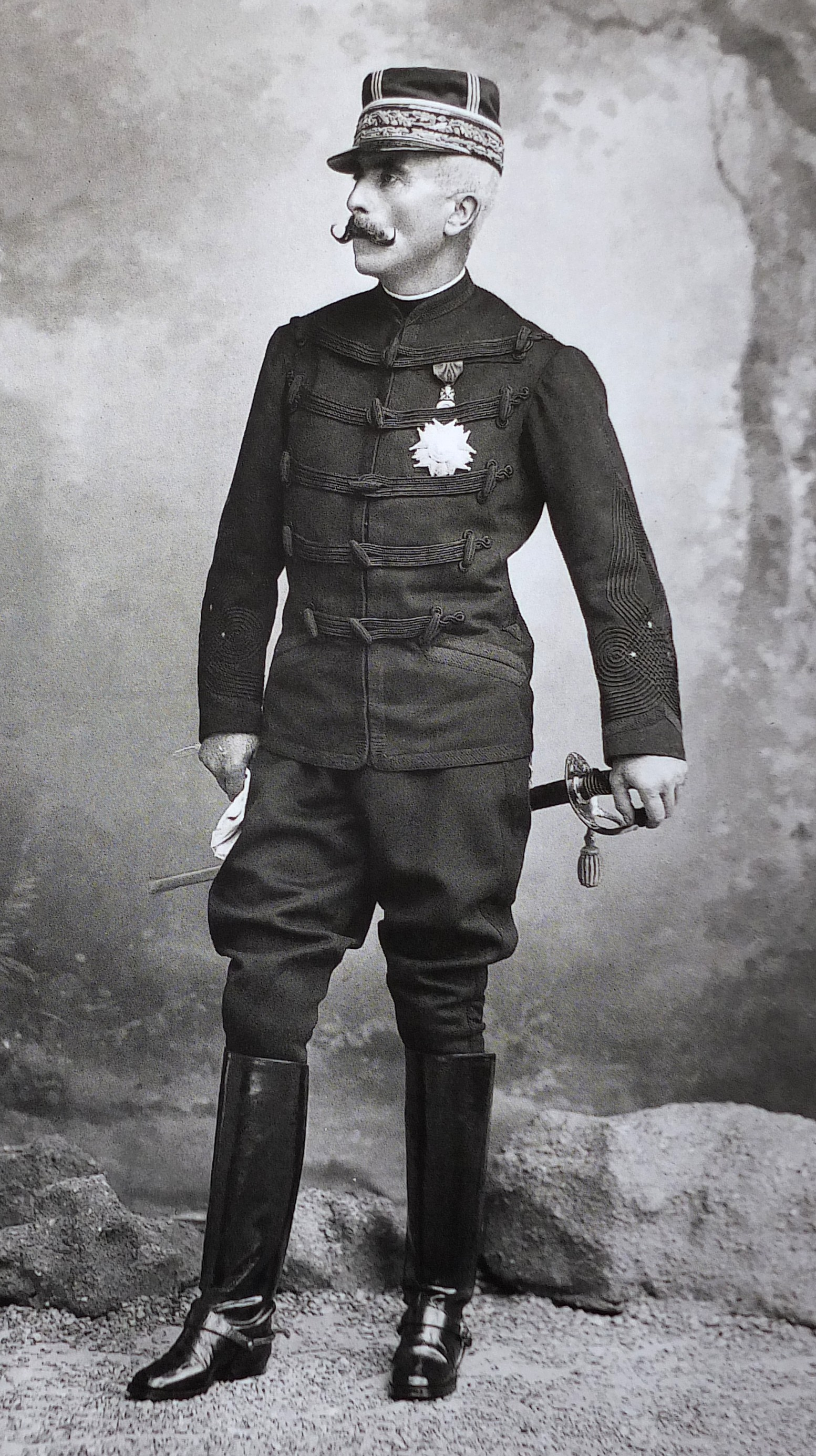
Гастон де Галіффе (генерал де Фробервіль)
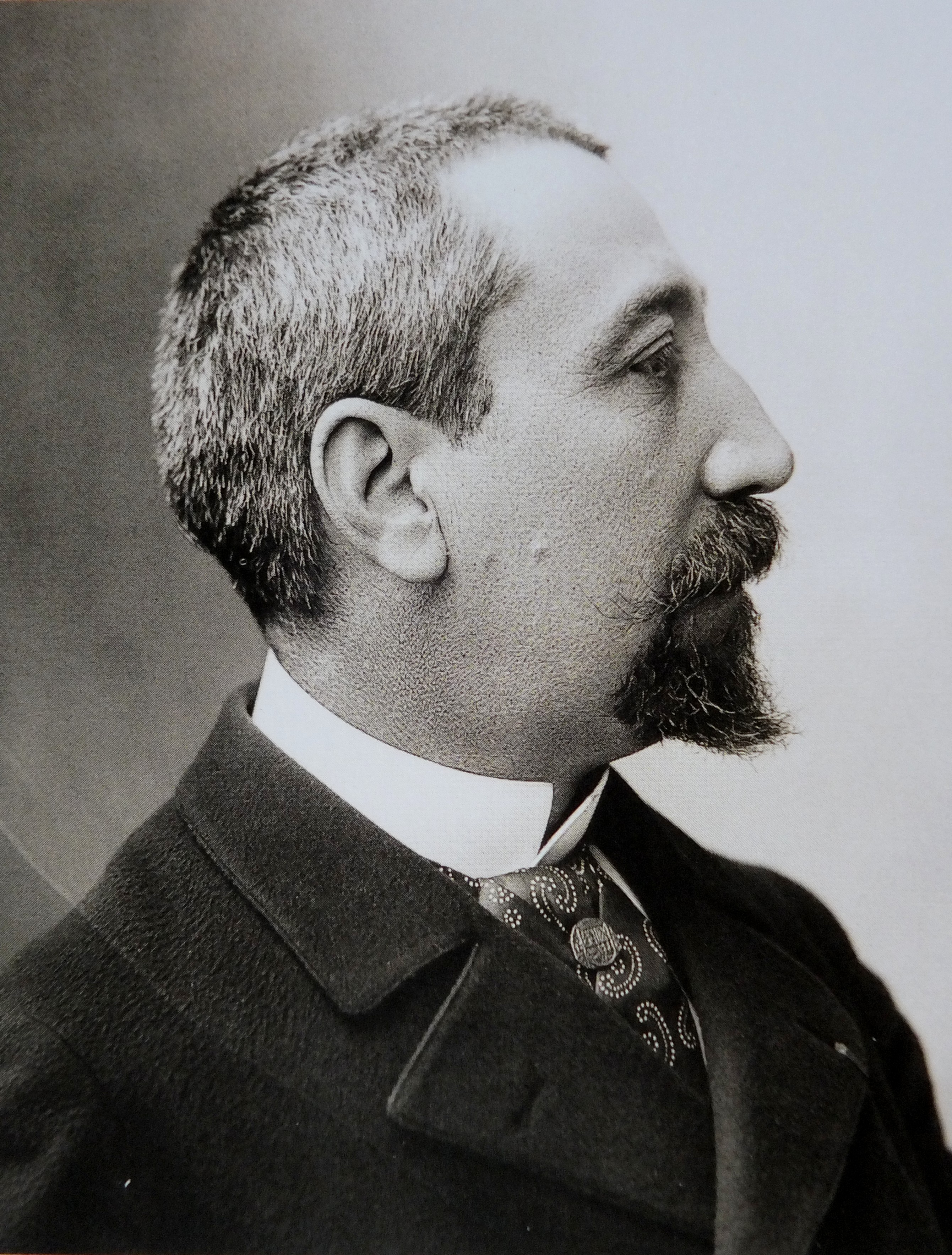
Анатоль Франс (Берготт)
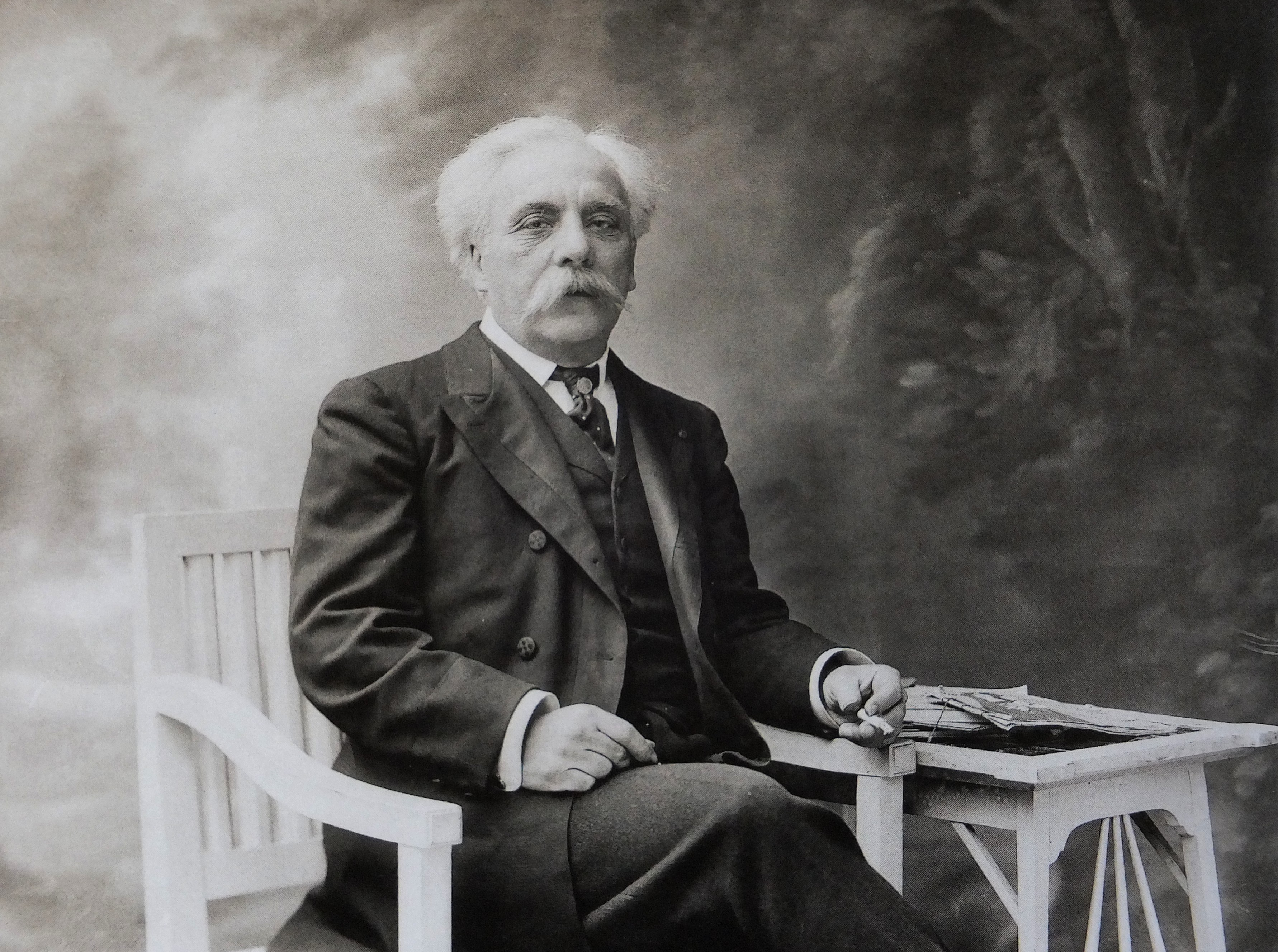
Габріель Форе (Вентей)
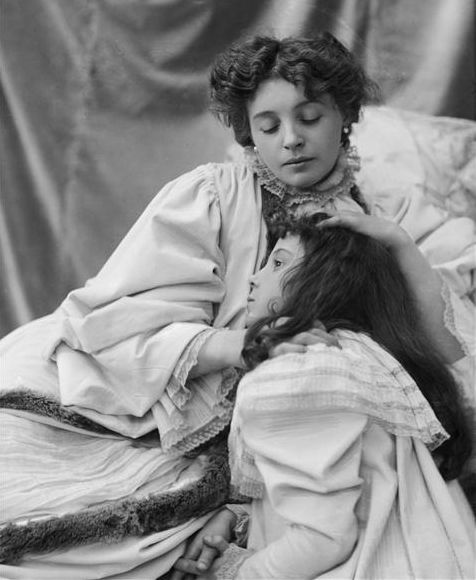
Режан (Берма)
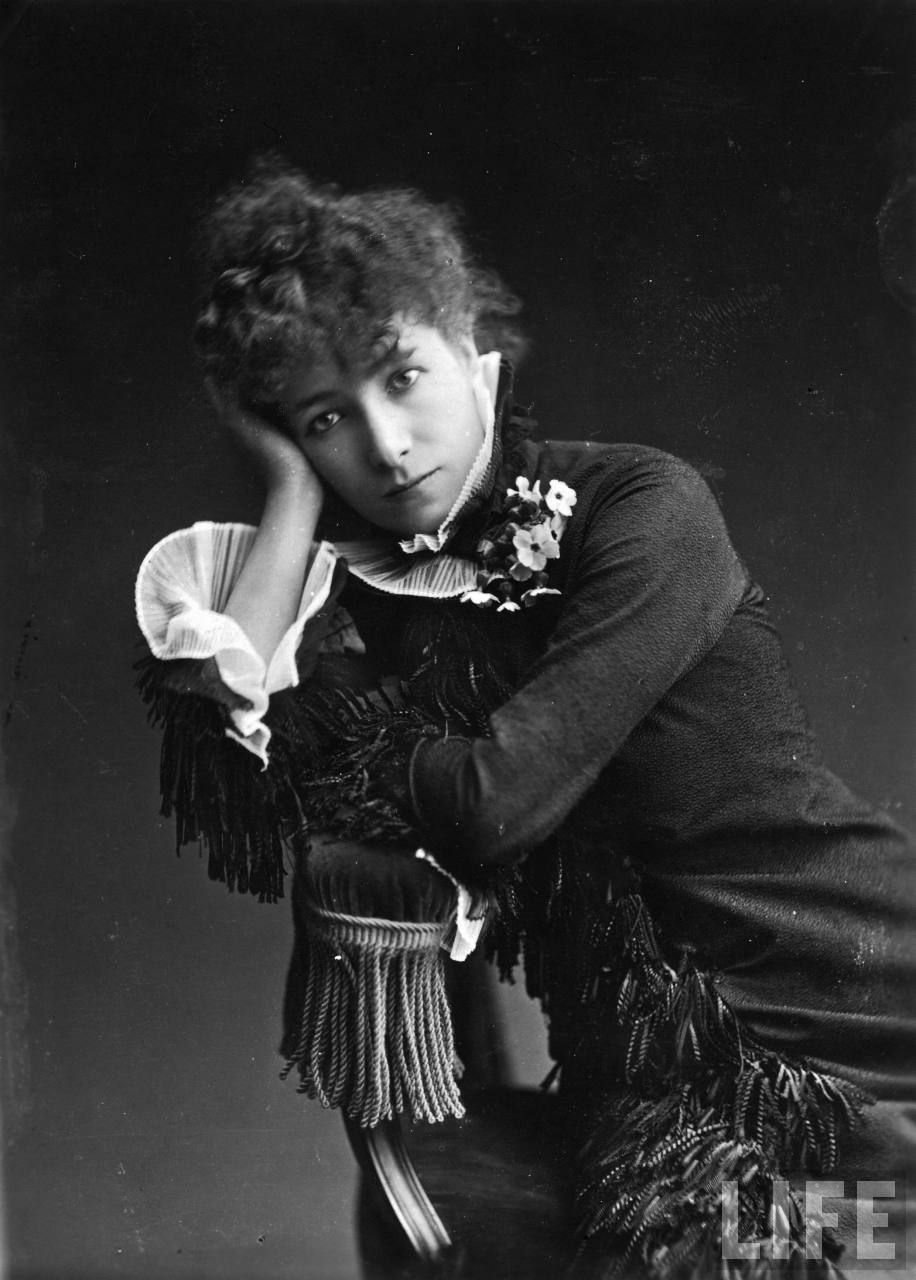
Сара Бернар (Берма)